# Tammerfors Bollklubb
Le Tammerfors Bollklubb est un club de hockey sur glace de Tampere en Finlande. Il évoluait en SM-sarja avant de réduire de beaucoup son niveau de jeu jusqu'en cinquième division.

## Historique
Le club est créé en 1932.
L'équipe disparait en 1955 pour devenir le Tappara Tampere, mais réapparait en 1974 en IV-divisioona, sixième division finlandaise. Dès l'année suivante, le TBK remonte en III-divisioona, mais disparait de nouveau en 1976. En 1997, l'équipe refait surface en III-divisioona et monte même en II-divisioona pour la saison 2005-2006. Le club disparaît de nouveau en 2008.

### Titres
- Championnat de la SM-sarja: 1953-54-55
- Troisième place de la SM-sarja: 1951